# Gare de Marnardal
La gare de Marnardal est une gare ferroviaire de la ligne du Sørland située sur la commune de Marnardal et à 402 km d'Oslo. 
Tous les trains s'arrêtent à Marnardal. Encore faut-il qu'il y ait des passagers sur le quai lorsque le train arrive car si le conducteur ne voit aucun passager sur le quai et qu'aucun passager à bord n'a indiqué qu'il descendait à Marnardal, le train continue sa route sans s'arrêter. Les trains s'arrêtant à Manardal vont en direction de Kristiansand, Stavanger, Oslo. 
En raison de l'augmentation du transit, des travaux ont été faits en 2012 : allongement et relèvement des quais.
| Origine | Arrêt précédent | Train | Train         | Train | Arrêt suivant | Destination |
| ------- | --------------- | ----- | ------------- | ----- | ------------- | ----------- |
| Oslo    | Breland         |       | [Non indiqué] |       | Audnedal      | Stavanger   |